# George Woolf Memorial Jockey Award
George Woolf Memorial Jockey Award är en utmärkelse inom nordamerikansk galoppsport, som delas ut årligen av Santa Anita Park i Arcadia i Kalifornien, sedan 1950. Utmärkelsen ges till en jockey som har sportsligt uppträdande både på och utanför banan.
Utmärkelsen instiftades efter donationer av åskådare efter jockeyn George Woolfs plötsliga död. En person kan endast få utmärkelsen en gång. Vinnaren av utmärkelsen röstas fram av medlemmar i Jockeys' Guild.
Trofén som vinnaren får mottaga är en 30 cm hög replika av statyn av Woolf som står på Santa Anita Paddock Gardens.

## Vinnare
- 2023: Javier Castellano
- 2022: Joe Bravo
- 2021: Deshawn L. Parker
- 2020: Luis M. Quinones
- 2019: Scott Stevens
- 2018: José C. Ferrer
- 2017: Stewart Elliott
- 2016: Victor Espinoza
- 2015: Mike Luzzi
- 2014: Corey Lanerie
- 2013: Mario G. Pino
- 2012: Ramon A. Dominguez
- 2011: Garrett K. Gomez
- 2010: Calvin Borel
- 2009: John Velazquez
- 2008: Richard Migliore
- 2007: Jon Court
- 2006: Mark Guidry
- 2005: Ray Sibille
- 2004: Robby Albarado
- 2003: Edgar Prado
- 2002: Russell Baze
- 2001: Dean Kutz
- 2000: Mike E. Smith
- 1999: José A. Santos
- 1998: Craig Perret
- 1997: Alex Solis
- 1996: Gary Stevens
- 1995: Eddie Maple
- 1994: Phil Grove
- 1993: Kent Desormeaux
- 1992: Jerry Bailey
- 1991: Earlie Fires
- 1990: John L. Lively
- 1989: Larry Snyder
- 1988: Don Brumfield
- 1987: Don MacBeth
- 1986: Jorge Velásquez
- 1985: Pat Day
- 1984: Steve Cauthen
- 1983: Marco Castaneda
- 1982: Pat Valenzuela
- 1981: Eddie Delahoussaye
- 1980: Chris McCarron
- 1979: Ron Turcotte
- 1978: Darrel McHargue
- 1977: Frank Olivares
- 1976: Sandy Hawley
- 1975: Fernando Toro
- 1974: Álvaro Pineda
- 1973: John L. Rotz
- 1972: Ángel Cordero Jr.
- 1971: Jerry Lambert
- 1970: Laffit Pincay Jr.
- 1969: Johnny Sellers
- 1968: Braulio Baeza
- 1967: Donald R. Pierce
- 1966: Alex Maese
- 1965: Walter Blum
- 1964: Manuel Ycaza
- 1963: Ismael Valenzuela
- 1962: Steve Brooks
- 1961: Peter Moreno
- 1960: William Harmatz
- 1959: William Boland
- 1958: Merlin Volzke
- 1957: Ted Atkinson
- 1956: John H. Adams
- 1955: Raymond York
- 1954: Ralph Neves
- 1953: Eddie Arcaro
- 1952: Johnny Longden
- 1951: Bill Shoemaker
- 1950: Gordon Glisson